# Saaristattus tropicus
Genre
Espèce
Saaristattus tropicus, unique représentant du genre Saaristattus, est une espèce d'araignées aranéomorphes de la famille des Salticidae.

## Distribution
Cette espèce est endémique des îles Langkawi au Kedah en Malaisie,. Elle se rencontre entre 700 et 800 m d'altitude sur le Gunung Raya.

## Description
La carapace du mâle holotype mesure 1,20 mm de long sur 0,90 mm et l'abdomen 1,10 mm de long sur 0,75 mm et la carapace de la femelle paratype mesure 1,30 mm de long sur 0,90 mm et l'abdomen 1,25 mm de long sur 0,70 mm.

## Étymologie
Ce genre est nommé en l'honneur de Michael Ilmari Saaristo.

## Publication originale
- Logunov & Azarkina, 2008 : Two new genera and species of Euophryinae (Aranei: Salticidae) from SE Asia. Arthropoda Selecta, vol. 17 no 1/2, p. 111-115 (texte intégral).